# Prodiplosis longifila
Prodiplosis longifila är en tvåvingeart som beskrevs av Gagne 1986. Prodiplosis longifila ingår i släktet Prodiplosis och familjen gallmyggor.
Artens utbredningsområde är Florida. Inga underarter finns listade i Catalogue of Life.